# Josef Rief (Theologe)
Josef Rief (* 18. Oktober 1924 in Pfahlheim bei Aalen; † 29. April 2021) war ein katholischer Theologe. 

## Werdegang
Rief erwarb 1942 das Reifezeugnis in Günzburg. Fünf Jahre – von 1942 bis 1947 – verbrachte er im Wehrmachtsdienst und französischer Kriegsgefangenschaft. Davon zwischen November 1946 bis Februar 1947 im so genannten „Stacheldrahtseminar“ von Chartres. Von 1947 bis 1951 studierte er in Tübingen katholische Theologie. 1952 wurde er zum Priester geweiht. 1963 habilitierte er sich für das Fach Moraltheologie. Er war von 1965 bis 1972 Professor für Christliche Soziallehre in Tübingen. 1972 wurde er Professor für Moraltheologie an der Universität Regensburg. 
Als Professor für Moraltheologie in Regensburg betreute er die Dissertationen von Walter Fürst, Hans Gleixner und Bruno Schmid. 2012 feierte er mit einem Dankgottesdienst in der Pfahlheimer Pfarrkirche Sankt Nikolaus sein 60. Priesterjubiläum. Er verbrachte seinen Ruhestand bei den St. Anna-Schwestern in Ellwangen. 
Er war Ehrenmitglied der katholischen Studentenverbindung KStV Alamannia Tübingen.